# Пшонги
Пшо́нги (чув. Пшонкă Шетмĕ) — деревня в Красноармейском районе Чувашской Республики.

## География
Находится в северной части Чувашии, на расстоянии приблизительно 4 км на северо-восток по прямой от районного центра села Красноармейское на левом берегу реки Малая Шатьма.

## История
Известна с 1795 года как выселок села Веденское (ныне Исаково) с 12 дворами. В 1858 году было учтено 77 жителей, в 1906 — 27 дворов, 138 жителей, в 1926 — 52 двора, 205 жителей, в 1939—230 жителей, в 1979—119. В 2002 году было 34 двора, в 2010 — 26 домохозяйств. В 1931 году был образован колхоз «Канаш», в 2010 году действовал СХПК «Нива». До 2021 года входила в состав Исаковского сельского поселения до его упразднения.

## Население
Постоянное население составляло 80 человек (чуваши 99 %) в 2002 году, 67 в 2010.